# Гарибальд I
Гариба́льд I (Гарива́льд I; умер около 591/593) — герцог (или король) Баварии с 548 по 591/593 год. Родоначальник баварской династии Агилульфингов, которая правила также в Королевстве лангобардов.

## Биография
После смерти меровингского короля Австразии Теодебальда, его преемник Хлотарь I «вступил в связь» с его женой Вальдрадой, дочерью лангобардского короля Вахо. На это епископы стали возражать, что вынудило Хлотаря в 556 году отдать Вальдраду в жёны Гарибальду. Этот брак поднял престиж Гарибальда, а кроме того создал прочный политический союз между баварами и лангобардами, которые в то время занимали Паннонию и Богемию. Это сыграло важную роль во время вторжения лангобардов в Италию.
Свою неизвестную по имени дочь Гарибальд выдал замуж за лангобардского герцога Триента Эвина.
Незадолго до 585 года Меровинги попытались ближе привязать герцога Гарибальда к своим интересам, устроив брак между ещё одной его дочерью Теоделиндой и австразийским королём Хильдебертом II. В это время Меровинги также предпринимали усилия для налаживания отношения с лангобардским королём Аутари, устроив брак между ним и сестрой Хильдеберта. Обе эти попытки провалились. Оскорблённый Аутари был помовлен в 588 году с Теоделиндой. Опасаясь образования антифранкского союза, франки послали армию в Баварию. Дети Гарибальда, Гундоальд и Теоделинда, бежали в Италию. Аутари женился на Теоделинде 15 мая 589 года и сделал своего шурина Гундоальда герцогом Асти, сын которого — Ариперт I — впоследствии стал родоначальником баварской ветви лангобардских королей. В 590 году франки при поддержке Византии вторглись на территорию Лангобардского королевства, но потерпели поражение.
В 591 году отношения Хильдеберта II с лангобардами и баварами нормализовались. После того, как в 590 году умер король Аутари, лангобардские князья попросили Теоделинду снова выйти замуж. Она выбрала в мужья двоюродного брата Аутари Агилульфа, который был признан новым королём лангобардов. Затем они заключили мир с королём Хильдебертом, длившийся на протяжении десятилетий. По словам Павла Диакона, мир с баварами был восстановлен, когда Хильдеберт II признал следующего после Гарибальда правителя Тассилона I рексом (королём).
Неизвестно, был ли Гарибальд низложен или умер. По одной из версий, Хильдеберт II сверг Гарибальда и его сына Гримоальда I, и поставил на их место Тассилона I. Также не ясно, какое отношение к Гарибальду имел Тассилон I, но даже в том случае, если он не являлся сыном Гарибальда, между ними, вероятно, были довольно тесные родственные связи.
В браке с Вальдрадой Гарибальд I, предположительно, имел четырёх детей:
- Гримоальд I, герцог Баварии (590—591/593)
- Теоделинда (570/575—627), королева лангобардов (589—626)
- Гундоальд (565—612), герцог Асти (с 589)
- Тассилон I, герцог Баварии (591/593—610)